# Cheirurus

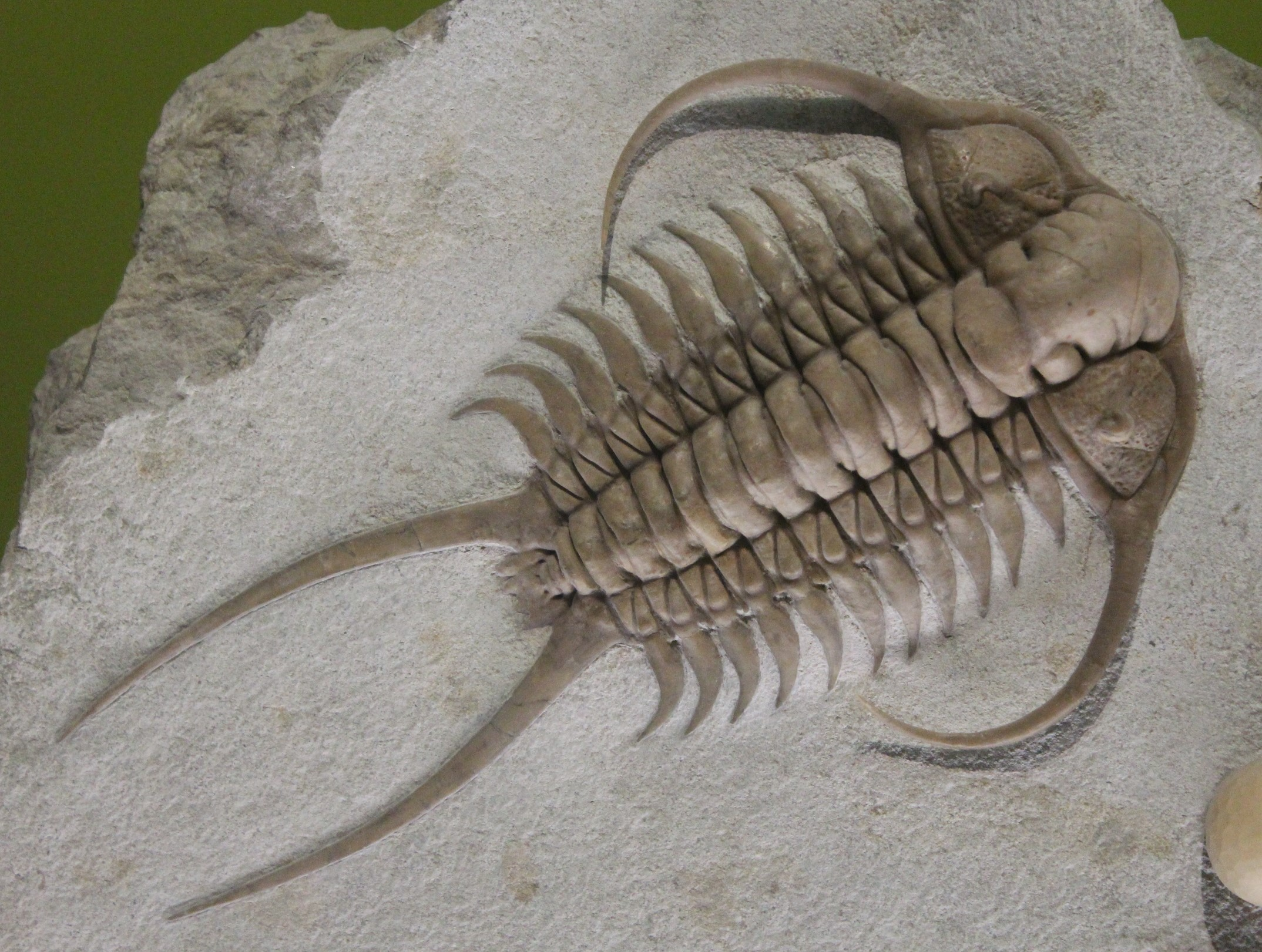
Fóssil de um Cheirurus.

Cheirurus é um gênero de trilobitas que viveu no Ordoviciano.